# 劉景耀
劉景耀（？—1639年），字明初，號嵩曙，河南省河南府登封縣（今河南省登封縣）人，明朝末期政治人物、進士出身。

## 生平
萬曆四十三年（1615年）乙卯科河南鄉試第四十五名舉人，天啓二年（1622年），登壬戌科進士。户部觀政，三年授任順天府大城知县，七年升兵部车驾司主事，崇禎三年（1630年）丁憂歸。六年復除本司主事，升员外郎、郎中，本年升山东布政司參議，备兵永平。适宦者高起潜监遵永军，威胁诸道臣如属吏，景燿抗礼长揖，旋上章争之，被降二级。崇禎十二年（1639年），擔任佥都御史、山東巡撫，丁憂歸。

## 家族
曾祖劉鳳。祖父劉一廉，贡士、訓導。父劉思讓，儒官。前母楊氏，母韓氏。具慶下。弟景星（儒生）、景辰（业儒）。娶高氏。子文胤。